# Шишан
Шишан (хорв. Šišan) — населений пункт у Хорватії, в Істрійській жупанії у складі громади Лижнян.

## Населення
Населення за даними перепису 2011 року становило 849 осіб.
Динаміка чисельності населення поселення:

## Клімат
Середня річна температура становить 13,90 °C, середня максимальна – 27,10 °C, а середня мінімальна – 0,43 °C. Середня річна кількість опадів – 797 мм.
| Клімат поселення                              | Клімат поселення | Клімат поселення | Клімат поселення | Клімат поселення | Клімат поселення | Клімат поселення | Клімат поселення | Клімат поселення | Клімат поселення | Клімат поселення | Клімат поселення | Клімат поселення | Клімат поселення |
| Показник                                      | Січ.             | Лют.             | Бер.             | Квіт.            | Трав.            | Черв.            | Лип.             | Серп.            | Вер.             | Жовт.            | Лист.            | Груд.            |                  |
| Середній максимум, °C                         | 10,23            | 10,76            | 13,78            | 17,15            | 21,81            | 25,38            | 27,10            | 26,89            | 22,84            | 18,52            | 13,51            | 10,28            |                  |
| Середня температура, °C                       | 5,34             | 5,85             | 8,88             | 12,24            | 16,90            | 20,47            | 23,44            | 23,22            | 19,17            | 14,86            | 9,85             | 6,59             |                  |
| Середній мінімум, °C                          | 0,43             | 0,94             | 3,97             | 7,34             | 11,99            | 15,56            | 19,76            | 19,55            | 15,51            | 11,20            | 6,18             | 2,92             |                  |
| Норма опадів, мм                              | 68               | 54               | 56               | 61               | 53               | 60               | 39               | 63               | 74               | 93               | 101              | 75               |                  |
| Середньомісячна швидкість вітру, м/с          | 2.68             | 2.92             | 3.01             | 2.90             | 2.59             | 2.49             | 2.50             | 2.46             | 2.57             | 2.77             | 2.99             | 2.91             |                  |
| Середньомісячна сонячна радіація, кДж/м²·день | 4543             | 7452             | 10878            | 15559            | 19964            | 21843            | 22838            | 19772            | 14436            | 9345             | 5014             | 3881             |                  |
| --------------------------------------------- | ---------------- | ---------------- | ---------------- | ---------------- | ---------------- | ---------------- | ---------------- | ---------------- | ---------------- | ---------------- | ---------------- | ---------------- | ---------------- |
| Джерело:                                      |                  |                  |                  |                  |                  |                  |                  |                  |                  |                  |                  |                  |                  |